# Битка на Каталаунским пољима (274)
Битка на Каталаунским пољима се догодила 274. између римског цара Аурелијана и галског цара Тетрика код данашњег француског града Шалон ан Шампањ. Означила је крај независног Галског царства и унификацију Римског царства након тринаест година сепарације.

## Позадина
Након што је Аурелијан угушио побуне у источном делу Римског царства, започео је припреме за покоравање Галског цаства, које су се завршиле до почетка 274. У међувремену, Тетрик је губио контролу над својим царством, суочавајући се са нападима германских племена и унутрашњим проблемом у виду побуне Фаустина, провинцијског управника.
Тетрик је наредио својим снагама да напусте Рајну и оду на југ, где су се сусреле са римском војском на Каталаунским пољима.

## Битка
Аурелијанова војска је имала бољу обуку и команду. Кад је Тетрик заробљен усред битке, Аурелијанове снаге су разбиле рајнске снаге. Битка је остала у дугогодишњем сећању због великог броја погинулих.

## После битке
Због скупо плаћене победе одбрана рајнске области је постала тежа. Наредних година, Алемани и Гранци су напали Порајње, заузевши тврђаве и уништивши градове.
Након битке на Каталаунским пољима, Тетрик и његов син Тетрик Други су одведени у Рим, где су представљени као плен. Тетрик је поштеђен даљих казни. Уместо тога, Аурелијан га је прогласио управником регије Лакуаније у јужној Италије.

## Историјске контраверзе
Историчари расправљају око тога да ли је Тетрик стварно хтео да се бори на Каталаунскимпољима. Разни старији извори наводе да није био задовољан са положајем галског цара. Према њима, Тетрик је свесно довео своју војску у незавидну ситуацију и напустио је на почетку битке, након што је претходно уговорио издају са Аурелијаном.
Међутим, савремени историчари сматрају да је прича о Тетриковој нелојалности плод Аурелијанове пропаганде. Објашњавају да је Аурелијан спречио тешке губитке своје војске наредивши Тетрику да се преда. Царству је требало људство за одбрану Галије од варварских напада, а битка на Каталаунским пољима је оставила рајнску границу без заштите и изложила је нападима Франака и Алемана.
Чини се да Гибоново објашњење пружа одговор на ове примедбе. Према Гибону, Тетрика су условиле његове легије под претњом смрћу да прихвати и чува Постумов пурпур. Предају без битке оне би виделе као чин најцрње срамоте и издаје. Сећање на славног и независног војсковођу, који је основао независног Галско царство, могло се уништити само по цени њиховог истрепљења.
Друга контраверза се тиче датума битке. Иако већина античких и модерних историчара смештају битку 273, или 274, након пада Зенобије, Гибон је датира пре 270. или 271 на основу Аурелијановог писма, којег доноси Царска историја. Овај спис имплицира да је Фирм био последњи узурпатор (угушен 274).